# Triglyphus ikezakii
Triglyphus ikezakii är en tvåvingeart som beskrevs av Kuznetzov 1990. Triglyphus ikezakii ingår i släktet gallblomflugor, och familjen blomflugor. Inga underarter finns listade i Catalogue of Life.